# Городки (городской округ Коломна)
Городки́ — деревня в городском округе Коломна Московской области. До 2017 года относилась к Биорковскому сельскому поселению Коломенского района. Население — 51 чел. (2021).

## История
До 1999 года — посёлок почтового отделения «Дворики».

## География
Расположена на юго-западе городского округа, примерно в 11 км от Коломны. Ближайшие сёла: Дворики — 1,7 километра на северо-запад, Романовка в 0,7 км на север и посёлок Лесной в 0,6 км на восток, там же ближайшая железнодорожная станция — платформа 18 км Озёрской ветки Рязанского направления Московской железной дороги.

## Население
| 2002 | 2006 | 2010 | 2021 |
| ---- | ---- | ---- | ---- |
| 16   | ↗17  | ↗338 | ↘51  |